# 傅文 (富察氏)
傅文（穆麟德轉寫：Fuwen，？年—1749年，？年－乾隆十四年六月），或譯名富文，鑲黃旗滿洲人，沙濟富察氏，一等公李榮保之子，明瑞、奎林之父。清朝大臣、將領，封爵一等承恩公，官至散秩大臣。

## 生平
乾隆二年十二月十五日（1738年），因冊封皇后富察氏，乾隆帝諭追晉已故的父親李榮保為一等承恩公，由傅文降襲一等侯。
十三年（1748年）四月二十五日，在孝賢純皇后駕崩後，乾隆帝諭皇后母家照舊例應俱封公爵，以往因比照崇慶皇太后母家、舅舅五格降襲的事例而命傅文降襲，此時皇后已逝，傅文晉封一等承恩公。之後授散秩大臣。
十四年（1749年）六月，病卒。十四日，上諭賞銀五百兩辦理喪事，並派散秩大臣帶侍衛十人，前往奠祭茶酒。七月二十九日，上諭賜祭一次。

## 家庭及關聯
- 祖父：米思翰。
- 父：李榮保，官至察哈爾總管，襲封一等男加一雲騎尉，追封一等承恩公。

### 子女
- 長子：明瑞（1730年—1768年），封一等誠嘉毅勇公，官至雲貴總督。繼娶佟佳氏，二等輕車都尉寧古塔副都統常昇之女。
- 次子：奎亮，官三等侍衛。
- 三子：奎林（1740年—1792年），封三等承恩武勇公，官至成都將軍。
- 女一，適豫親王修齡為嫡福晉。
- 女二，適順承郡王泰斐英阿為嫡福晉。
- 女三，適奉恩輔國公奇崑為嫡妻。